# Chi In-jin
Chi In-jin est un boxeur sud-coréen né le 18 juillet 1973 à Séoul.

## Carrière
Passé professionnel en 1991, il devient champion de Corée du Sud puis champion d'Asie OPBF des poids coqs en 1994 et 1995. In-jin continue ensuite sa carrière en poids plumes et s'incline face au champion du monde WBC de la catégorie, Erik Morales, le 28 juillet 2001. Il remporte néanmoins ce titre devenu vacant 3 ans plus tard, le 10 avril 2004, aux dépens de Michael Brodie par KO au 7e lors de leur second affrontement. Il bat ensuite Eiichi Sugama et Tommy Browne avant de perdre aux points contre Takashi Koshimoto le 29 janvier 2006. Chi In-jin remporte une 2e fois la ceinture WBC le 17 décembre 2006 contre Rodolfo López puis met un terme à sa carrière en juillet 2007 sur un bilan de 31 victoires, 3 défaites et 1 match nul.